# Гауда
Га́уда (нидерл. Goudaо файле, МФА: [ˈɣʌu̯daˑ]) — исторический город и община в нидерландской провинции Южная Голландия, расположенный при слиянии рек Холландсе-Эйссел и Гауве. Население: 71 195 человек (2012 год).
Гауда прославлена традициями производства двойных вафель с карамельным наполнителем, патоки, стеариновых свечей и керамики (в частности, курительных трубок). Сыр из окрестностей Гауды известен с XII века, что делает его одним из старейших сыров Европы и мира.

## История
Замок на реке Гауве (нид.), построенный феодальным семейством фон дер Гауде, известен с 1139 года. В 1272 году поселение вокруг замка получило права города. В Средние века сформировалась система каналов, благоприятствовавшая превращению Гауды в важнейший центр торговли на пути между Утрехтом и Роттердамом. Именно в Гауде вырос и принял постриг прославившийся на всю Европу гуманист Эразм. Во время освободительной войны конца XVI века замок был разобран.
В течение «золотого века Нидерландов» Гауда процветал как крупнейший в Европе центр производства глиняных курительных трубок, пока чума 1673 года не унесла жизни каждого пятого жителя. Во второй половине XVIII и в первой половине XIX веков город пришёл в такой упадок, что «гаудец» стал в голландском языке синонимом нищего. В 1830—1754 годах снесены городские стены и другие укрепления, в 1940-е годы частично засыпаны каналы.

## География
Гауда находится на востоке провинции Южной Голландии и является частью столичного региона Рандстад.

## Достопримечательности
- Позднеготическая церковь Святого Иоанна[нидерл.] (перестроена после пожара в 1552 году) с 64 первоклассными витражами 1556—1604 годов.
- Готическая ратуша[нидерл.] (1449, одна из старейших в стране) с интерьерами XVII—XVIII веков.
- Весовая палата[нидерл.] на Рыночной площади (1668, архитектор Питер Пост)
- Музей «Причал»[нидерл.] с 1874 года представляет коллекцию длинных белых трубок из Гауды.
- Сырный рынок по четвергам — один из четырёх сырных рынков Нидерландов.